# Chiesa di San Defendente a Poggio
La chiesa di San Defendente a Poggio è un edificio sacro che si trova a Poggio, nell'Isola d'Elba.

## Storia e descrizione

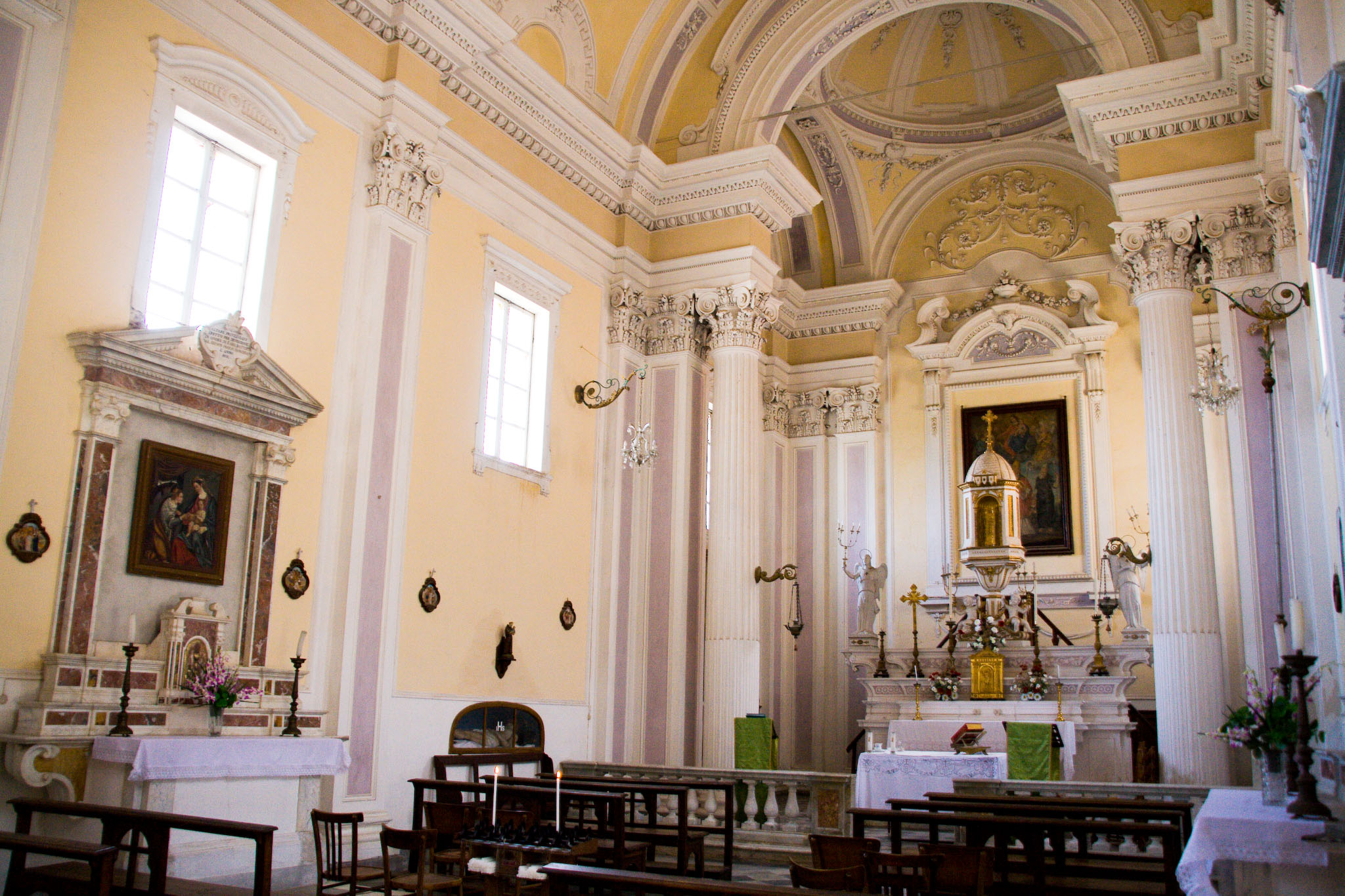
Interno della chiesa

Edificata all'inizio del XVI secolo, la chiesa apparteneva alla Confraternita del Santissimo Sacramento e si presentava come un piccolo edificio munito di un solo altare; all'esterno era presente un pronao e venne completamente ricostruita nel 1786. La facciata (1821) presentava un alto frontone distrutto da un uragano il 7 gennaio 1958; è mossa da quattro lesene con capitelli ionici. La porta in ghisa - realizzata nelle fonderie di Follonica nel 1835 - è ornata di bassorilievi. L'interno, in cui la navata unica si sviluppa in altezza, conserva un organo tardo settecentesco. La zona presbiteriale è sottolineata da colonne di ordine composito sulle quali si imposta l'arco che divide il soffitto a semicalotta sferica del presbiterio dalla volta a botte della navata. L'altare fu decorato nel 1883 da statue lignee opera di Antonio Rossi da Siena; nella stessa occasione fu realizzato un maestoso catafalco per il Santo Sepolcro pasquale. L'altare sinistro risale al 1832 e conservava la tela San Giovanni Battista, Sant'Anna e il Bambin Gesù, poi sostituita, a causa del dissesto del tetto della chiesa dopo l'uragano del 1958, con il quadro Nozze mistiche di Santa Caterina d'Alessandria. Tra le opere conservate nella chiesa, alcune grandi tele (San Rocco in cammino, Confraternita di San Defendente) e le statue di Cristo morto (scolpita in legno di fico da Antonio Rossi nel 1883), di San Defendente (in gesso, donata nel 1930 da Gioconda Pavolini) e della Madonna dei Sette Dolori (seconda metà del XX secolo). Si conserva una grande croce lignea dei Passionisti risalente al 1876. 
Il campanile fu realizzato nel 1815. La sacrestia venne edificata dopo il 1840. Nel 1928 fu tinteggiato l'esterno e l'interno della chiesa, insieme alla realizzazione dei vetri delle finestre dipinti con croci e fronde di palma.

## Lapidi
1786
Epigrafe di marmo che ricorda il rifacimento della chiesa:
«TEMPLUM INEUNTE SÆCULO XVI EXTRUCTUM IAM VETUSTATE FATISCENS PODIENSI UNIVERSO POPULO SUFFRAGANTE ELEGANTIUS REFICENDUM CURAVIT PIA SODALITAS MDCCLXXXVI»
1821
Epigrafe di marmo che ricorda la realizzazione della facciata:
«PER BENEFICENZA DI STEFANO BALESTRINI FU FATTA LA PROSPETTIVA DI QUESTA CHIESA NELL'ANNO 1821»

## Festa di San Defendente
In occasione della Festa di San Defendente (2 gennaio) la Confraternita distribuiva ai fedeli i cosiddetti panitelli, piccoli pani votivi realizzati con farina di grano biancolino; secondo la leggenda, i panitelli posti sui davanzali delle finestre avevano il potere di far placare le tempeste marine.